# Blomsterdekorering och formgivning
Blomsterdekorering och formgivning är en nordisk lärobok för florister och blomsterdekoratörer.
Boken utgavs 2002 och kom i nytryck i förbättrad och anpassad utgåva 2007. Detta är den enda nuvarande skandinaviska läroboken inom floristik.
Blomsterdekorering och formgivning är skriven av Runi Kristoffersen med bidrag av Inger-Johanne Arnkværn, Kai Bratbergsengen, Jorunn Dahlback, Ingunn Helgerud, Ruth Hovdenakk, Torill Askheim och Randi Sandberg Aanes.
Boken skall bidra till att ge en förståelse för yrkesområdet blomsterdekorering och till att utveckla de kreativa möjligheter som ligger i materialen blommor och plantor. Boken handlar om produktutveckling, produktion, presentation och försäljning och innehåller uppgifter till studenter. Blomsterdekorering och formgivning används bland annat som kurslitteratur i fortsättningskurser till blomsterdekoratör i Norge och Danmark, men är även vanlig som kurslitteratur i Sverige.